# Shomron

Le conseil régional de Shomron, en hébreu : מועצה אזורית שומרון, littéralement le conseil régional de Samarie, est une administration locale israélienne, située en territoire palestinien, au nord de la Cisjordanie occupée. Il fait partie du district israélien de Judée et Samarie et son siège est situé à Barkan (en). Sa population s'élève à 38 527 habitants en 2016.

## Liste des colonies
- Alei Zahav (en)
- Avnei Hefetz
- Barkan (en)
- Brukhin
- Einav (en)
- Elon Moreh (en)
- Etz Efraim (en)
- Har Brakha
- Havat Skali
- Hermesh (en)
- Hinanit (en)
- Itamar
- Kfar Tapuach (en)
- Kiryat Netafim (en)
- Ma'ale Shomron (en) (El Matan)
- Mevo Dothan (en)
- Migdalim (en)
- Nofim (en)
- Peduel (en)
- Rehelim (en)
- Reihan (en)
- Revava (en)
- Sal'it (en)
- Sha'arei Tikva (en)
- Shaked (en)
- Shavei Shomron (en)
- Tal Menashe (en)
- Tzofim (en)
- Yakir (en)
- Yitzhar

## Liste des colonies démantelées
Dans le cadre du plan de désengagement des territoires occupés, les colonies suivantes ont été démantelées :
- Ganim (en)
- Homesh (en)
- Kadim
- Sa Nur

## Source de la traduction
- (en) Cet article est partiellement ou en totalité issu de l’article de Wikipédia en anglais intitulé « Shomron Regional Council » (voir la liste des auteurs).